# Maren Winter
Maren Winter (* 20. August 1961 in Lübeck) ist eine deutsche Schriftstellerin und Puppenspielerin.

## Leben
Maren Winter wuchs in Mölln auf als Tochter des Kirchenmusikdirektors an der Nicolaikirche Karl Lorenz und der Flötistin Maren Lorenz († 9. Mai 1977 bei einem Hotelbrand in Amsterdam, siehe auch Walter Kraft). Der Regisseur, Autor und Editor Arne Lorenz ist ihr jüngerer Bruder. In Lübeck absolvierte sie eine Ausbildung zum Puppenspiel am Marionettentheater Fritz Fey. Nach einem Engagement bei Gerhards Marionetten in Schwäbisch Hall gründete sie 1984 in Freiburg zusammen mit Petra Wolfram das Mimikry Figurentheater, welches 1988 seinen Sitz nach Köln verlegte. Die Aktivitäten umfassten Inszenierungen mit unterschiedlichen Techniken für Kinder und Erwachsene, Regie-, Text- und Inszenierungsaufträge für verschiedene freie Theater und die Mitarbeit am Schauspiel Bonn/Schauspiel Wallenstein, in dem eine Gruppe von Puppenspielern 3,50 Meter hohe Großfiguren animierte.
1996 siedelte Maren Winter mit ihrem Mann Willi Winter auf die finnische Inselgruppe Åland um. Gemeinsam gründeten sie das Figurentheater Winter und gaben Gastspiele in Skandinavien und Deutschland. Dort begann sie mit der Arbeit an ihrem ersten historischen Roman, in welchem sie sich mit der Vergangenheit ihres Berufsstandes beschäftigte.
Seit 2000 lebt das Ehepaar wieder in Deutschland und reist als Tourneetheater durch den gesamten deutschsprachigen Raum. 2003 ist „Das Erbe des Puppenspielers“, ein historischer Roman, beim Heyne Verlag erschienen. 2006 erschien Der Stundensammler, ein Roman über Peter Henlein und die Erfindung der Taschenuhr beim selben Verlag. Ihr drittes Buch "Das Lied des Glockenspielers" ist ein historischer Musikroman, der zu Franz Tunders Zeit in ihrer Geburtsstadt Lübeck spielt; es erschien 2009 bei Rowohlt.
Maren Winter war Mitglied im Autorenkreis Historischer Roman Quo Vadis, der sich 2014 auflöste.

## Werke
- 2003: Das Erbe des Puppenspielers. Heyne, München, ISBN 3-453-87030-1
- 2006: Der Stundensammler. Heyne, München, ISBN 3-453-40146-8.[1]
- 2009: Das Lied des Glockenspielers. Rowohlt, Reinbek, ISBN 978-3499249938